# Seven Femenino de Japón 2018
El Seven Femenino de Japón de 2017 fue la tercera edición del torneo de rugby 7, fue el tercer torneo de la Serie Mundial Femenina de Rugby 7 2017-18.
Se desarrolló en el Mikuni World Stadium Kitakyushu de la ciudad de Kitakyushu, Japón.

## Fase de grupos

### Grupo A
| Equipo    | Encuentros | Encuentros | Encuentros | Encuentros | Tantos  | Tantos    | Tantos     | Puntos |
| Equipo    | jugados    | ganados    | empatados  | perdidos   | a favor | en contra | diferencia | Puntos |
| --------- | ---------- | ---------- | ---------- | ---------- | ------- | --------- | ---------- | ------ |
| España    | 3          | 2          | 0          | 1          | 50      | 48        | +2         | 7      |
| Australia | 3          | 2          | 0          | 1          | 78      | 22        | +56        | 7      |
| China     | 3          | 1          | 0          | 2          | 46      | 64        | –18        | 5      |
| Irlanda   | 3          | 1          | 0          | 2          | 29      | 69        | –40        | 5      |

### Grupo B
| Equipo         | Encuentros | Encuentros | Encuentros | Encuentros | Tantos  | Tantos    | Tantos     | Puntos |
| Equipo         | jugados    | ganados    | empatados  | perdidos   | a favor | en contra | diferencia | Puntos |
| -------------- | ---------- | ---------- | ---------- | ---------- | ------- | --------- | ---------- | ------ |
| Nueva Zelanda  | 3          | 3          | 0          | 0          | 107     | 24        | +83        | 9      |
| Francia        | 3          | 2          | 0          | 1          | 76      | 43        | +33        | 7      |
| Estados Unidos | 3          | 1          | 0          | 2          | 57      | 84        | –27        | 5      |
| Japón          | 3          | 0          | 0          | 3          | 27      | 116       | –89        | 3      |

### Grupo C
| Equipo     | Encuentros | Encuentros | Encuentros | Encuentros | Tantos  | Tantos    | Tantos     | Puntos |
| Equipo     | jugados    | ganados    | empatados  | perdidos   | a favor | en contra | diferencia | Puntos |
| ---------- | ---------- | ---------- | ---------- | ---------- | ------- | --------- | ---------- | ------ |
| Fiyi       | 3          | 2          | 0          | 1          | 74      | 55        | +19        | 7      |
| Rusia      | 3          | 2          | 0          | 1          | 41      | 44        | –3         | 7      |
| Inglaterra | 3          | 1          | 0          | 2          | 43      | 67        | –24        | 5      |
| Canadá     | 3          | 1          | 0          | 2          | 62      | 54        | +8         | 5      |

## Fase Final

### Copa de oro
|  | Cuartos de final | Cuartos de final | Cuartos de final |           |               | Semifinales   | Semifinales | Semifinales |           |               | Copa          | Copa         | Copa |  |
|  |                  |                  |                  |           |               |               |             |             |           |               |               |              |      |  |
|  |                  |                  |                  |           |               |               |             |             |           |               |               |              |      |  |
|  | Nueva Zelanda    | Nueva Zelanda    | 50               |           |               |               |             |             |           |               |               |              |      |  |
|  | Nueva Zelanda    | Nueva Zelanda    | 50               |           |               |               |             |             |           |               |               |              |      |  |
|  | China            | China            | 0                |           |               |               |             |             |           |               |               |              |      |  |
|  | China            | China            | 0                |           | Nueva Zelanda | Nueva Zelanda | 17          |             |           |               |               |              |      |  |
|  |                  |                  |                  |           | Nueva Zelanda | Nueva Zelanda | 17          |             |           |               |               |              |      |  |
|  |                  |                  | Australia        | Australia | 12            |               |             |             |           |               |               |              |      |  |
|  | Australia        | Australia        | Australia        | Australia | 12            | 31            |             |             |           |               |               |              |      |  |
|  | Australia        | Australia        |                  |           |               |               |             |             |           |               |               |              |      |  |
|  | Fiyi             | Fiyi             | 7                |           |               |               |             |             |           |               |               |              |      |  |
|  | Fiyi             | Fiyi             | 7                |           |               |               |             |             |           | Nueva Zelanda | Nueva Zelanda | 24           |      |  |
|  |                  |                  |                  |           |               |               |             |             |           | Nueva Zelanda | Nueva Zelanda | 24           |      |  |
|  |                  |                  | Francia          | Francia   | 12            |               |             |             |           |               |               |              |      |  |
|  | Francia          | Francia          | Francia          | Francia   | 12            | 29            |             |             |           |               |               |              |      |  |
|  | Francia          | Francia          |                  |           |               |               |             |             |           |               |               |              |      |  |
|  | Rusia            | Rusia            | 5                |           |               |               |             |             |           |               |               |              |      |  |
|  | Rusia            | Rusia            | 5                |           | Francia       | Francia       | 21          |             |           | Tercer lugar  | Tercer lugar  | Tercer lugar |      |  |
|  |                  |                  |                  |           | Francia       | Francia       | 21          |             |           | Tercer lugar  | Tercer lugar  | Tercer lugar |      |  |
|  |                  |                  | España           | España    | 0             |               |             |             |           |               |               |              |      |  |
|  | España           | España           | España           | España    | 0             | 7             |             |             | Australia | Australia     | 19            |              |      |  |
|  | España           | España           |                  |           |               |               |             |             | Australia | Australia     | 19            |              |      |  |
|  | Inglaterra       | Inglaterra       | 5                |           |               |               |             |             |           |               | España        | España       | 5    |  |
|  | Inglaterra       | Inglaterra       | 5                |           |               |               |             |             |           |               | España        | España       | 5    |  |
|  |                  |                  |                  |           |               |               |             |             |           |               |               |              |      |  |

| Bandera de Nueva Zelanda |
| Campeón Nueva Zelanda    |
| 1º título del circuito   |